# Laura Dempere
Laura Dempere-Marco (Alcalà de Xivert, Castelló), 1975) és una neurocientífica computacional. Actualment és Professora Titular a la Facultat de Ciències i Tecnologia de la Universitat de Vic - Universitat Central de Catalunya (UVic-UCC).

## Trajectòria acadèmica
Dempere-Marco es va llicenciar en Física per la Universitat de València al 1998. Després va fer un Màster en Percepció Remota i Processament d'Imatges a la University of Edinburgh (2000), on va conèixer el món de la intel·ligència artificial, i es doctorà en Visió per Computador per l'Imperial College London al 2004.
Va rebre finançament per al seu treball d'investigadora dels programes Juan de la Cierva (2005-2008) i Ramón y Cajal (2008-2013) - Universitat Pompeu Fabra.
Ha passat per diversos centres de recerca internacionals al llarg de la seva carrera, entre els quals destaquen el NASA Goddard Space Flight Center (1997), on va exercir d'investigadora visitant, la George Mason University (EUA) (2005), la Dalian University of Technology (Xina) (2017) i la University of Oxford (Regne Unit) (2018).
Des del 2014 és Professora Titular de la Facultat de Ciències i Tecnologia de la Universitat de Vic - Universitat Central de Catalunya (UVic-UCC). Va ser també Degana de la Facultat de Ciències i Tecnologia de la mateixa universitat de 2015 a 2017, i des del 2019 és Honorary Fellow University of Wisconsin-Madison (Madison, USA).

## Premis[calcitació]
- Premi Extraordinari Final de Carrera, MSc with Distinction.
- Premi Millor Pòster SPIE Medical Imaging 2003 (San Diego, USA).
- Distinció Jaume Vicens Vives a títol col·lectiu el 2008.
- El Consell Social de la Universitat Pompeu Fabra li va atorgar la Distinció a la Qualitat Docent el 2008 i 2009.